# Nové Město (Liberec)
Liberec II-Nové Město je část města Liberec. Nachází se na západě Liberce. Je zde evidováno 449 adres. Trvale zde žije asi 3 tisíce obyvatel.
Nové Město leží v katastrálním území Liberec o výměře 6,22 km2.

## Obyvatelstvo
| Rok    | Obyv. | ± %     |
| ------ | ----- | ------- |
| 1980   | 3 716 | —       |
| 1991   | 2 953 | −20,5 % |
| 2001   | 2 766 | −6,3 %  |
| 2011   | 3 097 | +12 %   |
| 2021   | 2 979 | −3,8 %  |
| Zdroj: |       |         |